# Guhreitzen
Guhreitzen ist ein Ortsteil der Gemeinde Clenze im niedersächsischen Landkreis Lüchow-Dannenberg.
Das Dorf liegt nordöstlich vom Kernbereich von Clenze und südlich der B 493.

## Geschichte
Guhreitzen war ursprünglich eine Gemeinde im Kreis Lüchow und wurde 1929 in die Gemeinde Bussau eingegliedert, die ihrerseits am 1. Juli 1972 Teil der Gemeinde Clenze wurde.